# Frederik van Luxemburg (Neder-Lotharingen)
Frederik van Luxemburg (1003 - 28 augustus 1065), was de jongste zoon van graaf Frederik van Luxemburg en Irmentrude van de Wetterau. Hij was hertog van Neder-Lotharingen van 1046 tot 1065.

## Territoriale machtspositie
Frederik was graaf van de Moezelgau en van Malmedy, en voogd van Stavelot-Malmedy, Sint-Truiden en van Luik. Door zijn moeder was hij heer van het kasteel Gleiberg (in de huidige gemeente Wettenberg). Zijn benoeming tot hertog kwam voort uit het conflict van Godfried II van Lotharingen met keizer Hendrik III. Godfrieds vader Gozelo I van Verdun was hertog van geheel Lotharingen geweest en Godfried eiste die positie ook op. Maar Hendrik vond het niet verstandig om Godfried zoveel macht te geven en maakte hem alleen hertog van Opper-Lotharingen en gaf Neder-Lotharingen aan Godfrieds zwakke (volgens sommige bronnen zwakzinnige) broer. Na een opstand van Godfried besloot Hendrik dat hij een krachtige hertog in Neder-Lotharingen nodig had, en benoemde in 1046 Frederik tot hertog van Neder-Lotharingen. In 1049 werd Frederik ook markgraaf van Antwerpen. Frederik wist zich te handhaven tegen Godfried en zijn bondgenoten, vooral door de hulp van zijn broer bisschop Adalbero III van Metz.
Frederik bouwde het kasteel van Limburg.

## Opvolging
Na zijn dood benoemde keizer Hendrik IV Godfried met de Baard tot hertog van Neder-Lotharingen. Ook het voogdschap van Stavelot-Malmedy werd door de keizer overgedragen aan de nieuwe hertog Godfried II. De functie van voogd van Sint-Truiden bleef in Frederiks familie en ging over op zijn schoonzoon Udo van Limburg.

## Huwelijk en kinderen
Frederik was in zijn eerste huwelijk getrouwd met Gerberga van Boulogne (†1049), een dochter van Eustacius I, graaf van Boulogne en Mathilde van Leuven. Zij kregen een dochter Judith (Jutta) die trouwde met Udo van Limburg  (†1078).
Na het overlijden van Gerberga huwde Frederik met Ida van Saksen (ovl. 31 juli 1102), een dochter van Bernhard II van Saksen en Eilika van Schweinfurt. Zij kregen geen kinderen. Frederik ruilde Ida's Saksische bezittingen tegen het graafschap La Roche. Ida hertrouwde met Albert III van Namen.
Frederik overleed tijdens een oorlog tegen bisschop Anno II van Keulen en werd, net als zijn eerste echtgenote Gerberga, begraven in de abdij van Stavelot.

## Voorouders
| Voorouders van Frederik van Luxemburg | Voorouders van Frederik van Luxemburg                                                       | Voorouders van Frederik van Luxemburg                                                       | Voorouders van Frederik van Luxemburg                                                       | Voorouders van Frederik van Luxemburg                                                       | Voorouders van Frederik van Luxemburg                                                       | Voorouders van Frederik van Luxemburg                                                       | Voorouders van Frederik van Luxemburg                                                       | Voorouders van Frederik van Luxemburg                                                       |
| ------------------------------------- | ------------------------------------------------------------------------------------------- | ------------------------------------------------------------------------------------------- | ------------------------------------------------------------------------------------------- | ------------------------------------------------------------------------------------------- | ------------------------------------------------------------------------------------------- | ------------------------------------------------------------------------------------------- | ------------------------------------------------------------------------------------------- | ------------------------------------------------------------------------------------------- |
| Overgrootouders                       | Wigerik (886-tussen 916-919) ∞ Kunigunde van de Ardennen (ca. 890-ca. 940)                  | Wigerik (886-tussen 916-919) ∞ Kunigunde van de Ardennen (ca. 890-ca. 940)                  | Eberhard IV van de Nordgau (-) ∞ Luitgard van Lotharingen (-)                               | Eberhard IV van de Nordgau (-) ∞ Luitgard van Lotharingen (-)                               | Udo van de Wetterau (895-949) ∞ Kunigunde van Vermandois (957-1020)                         | Udo van de Wetterau (895-949) ∞ Kunigunde van Vermandois (957-1020)                         | Megingoz (± 920 - 998/1001) ∞ 945 Gerberga van Gulik (± 925 - 995)                          | Megingoz (± 920 - 998/1001) ∞ 945 Gerberga van Gulik (± 925 - 995)                          |
| Grootouders                           | Siegfried van Luxemburg (922-998) ∞ 950 Hedwig van Nordgau (937-993)                        | Siegfried van Luxemburg (922-998) ∞ 950 Hedwig van Nordgau (937-993)                        | Siegfried van Luxemburg (922-998) ∞ 950 Hedwig van Nordgau (937-993)                        | Siegfried van Luxemburg (922-998) ∞ 950 Hedwig van Nordgau (937-993)                        | Herbert van de Wetterau (930-992) ∞ Avalgau (957-1020)                                      | Herbert van de Wetterau (930-992) ∞ Avalgau (957-1020)                                      | Herbert van de Wetterau (930-992) ∞ Avalgau (957-1020)                                      | Herbert van de Wetterau (930-992) ∞ Avalgau (957-1020)                                      |
| Ouders                                | Frederik van Luxemburg (ca. 965-1019) ∞ 995 Irmentrude van de Wetterau (ca. 972 - ca. 1020) | Frederik van Luxemburg (ca. 965-1019) ∞ 995 Irmentrude van de Wetterau (ca. 972 - ca. 1020) | Frederik van Luxemburg (ca. 965-1019) ∞ 995 Irmentrude van de Wetterau (ca. 972 - ca. 1020) | Frederik van Luxemburg (ca. 965-1019) ∞ 995 Irmentrude van de Wetterau (ca. 972 - ca. 1020) | Frederik van Luxemburg (ca. 965-1019) ∞ 995 Irmentrude van de Wetterau (ca. 972 - ca. 1020) | Frederik van Luxemburg (ca. 965-1019) ∞ 995 Irmentrude van de Wetterau (ca. 972 - ca. 1020) | Frederik van Luxemburg (ca. 965-1019) ∞ 995 Irmentrude van de Wetterau (ca. 972 - ca. 1020) | Frederik van Luxemburg (ca. 965-1019) ∞ 995 Irmentrude van de Wetterau (ca. 972 - ca. 1020) |
| Frederik van Luxemburg (1003-1065)    |                                                                                             |                                                                                             |                                                                                             |                                                                                             |                                                                                             |                                                                                             |                                                                                             |                                                                                             |